# 카보플라틴
카보플라틴(Carboplatin) 또는 상표명 파라플라틴(Paraplatin)은 여러 형태의 암을 치료하는 데 사용되는 화학요법 약물이다. 치료 질병에는 난소암, 폐암, 두경부암, 뇌암 및 신경아세포종이 있다. 정맥 주사로 투여된다. 백금기반 항신생물제이며 DNA 복제를 방해함으로써 작용한다.
시스플라틴의 유사체로, 독성을 줄이기 위해 개발되었다. 1972년에 특허를 받았고, 1989년에 의료용으로 승인되었다. WHO 필수 의약품 목록에 기재되어 있다.

## 작용 기전
DNA에 교차결합해 복제 시 DNA 가닥을 파괴한다.

## 부작용
일반적인 부작용으로 낮은 혈구 수치, 메스꺼움, 전해질 문제가 있다. 다른 심각한 부작용으로 알레르기 반응 및 돌연변이 유발이 있다. 임신 중에 사용하면 아기에게 해를 끼칠 수 있다. 시스플라틴보다 신독성과 구토 유발이 적다.

## 합성
시스플라틴을 질산 은과 반응시킨 후 이에 사이클로뷰테인-1,1-다이카복실산을 첨가하면 카보플라틴이 생성된다.

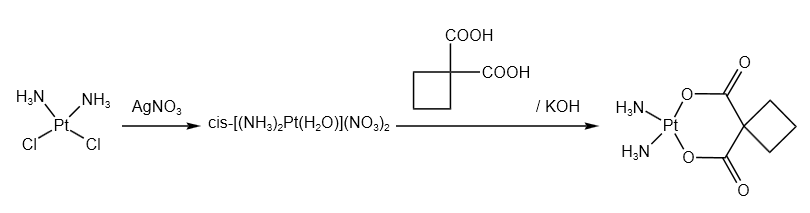

## 역사
브리스톨 마이어스 스퀴브와 런던 암연구소(Institute of Cancer Research)는 시스플라틴의 독성을 줄이기 위해 유사체인 카보플라틴을 개발했다.

## 연구
병기 I 정상피종 치료에서 카보플라틴이 방사선 치료보다 못하지 않음이 보고되었다.